# Floating poetry room
Floating poetry room is een kunstwerk uit 2005 in Amsterdam-Oost. Het is ontworpen door de Amerikaanse kunstenaar Siah Armajani en werd geproduceerd door de Nederlandse kunstenaar Ben Raaijman. 
Het kunstwerk werd gefinancierd uit het kunstbudget bij project IJtram, de aanleg van tramlijn 26, onder controle van het Amsterdams Fonds voor de Kunsten (AFK). De onthulling vond plaats op 17 december 2005. De bedoeling was om in de nieuwe wijk een ontmoetingsplaats te creëren; een klein drijvend plein voor een buurt met drijvende woningen in het binnenwater bij het Steigereiland. Aanvankelijk slaagde men daar niet in.
Het ponton raakte vervolgens beschadigd bij een aanvaring en moest worden opgeslagen op een werf. In de winter van 2011 onderzocht Fleur Gieben in opdracht van stadsdeel Amsterdam-Oost en het AFK wat er mis was gegaan, hoe het kunstwerk beter tot zijn recht kon komen, en hoe de kosten daarvan moesten worden verdeeld. Onder beheer van het AFK werd het gerenoveerd en aan de Paul Hufkade gelegd, waar het wel tot zijn recht zou komen. Het werd hier op 13 juli 2012 opnieuw onthuld.

## Werk
Het bestaat uit een stalen ponton met daarop diverse onderdelen. In de balustrades is een tekst verwerkt van Frank Starik, over "water, het verlangen om te vertrekken en terug te komen". Het ponton is te betreden via een trap vanaf de Paul Hufkade.
Op het ponton zijn diverse onderdelen geplaatst:
- op de korte balustrade aan het eind staat een schaalmodel van de oceaanstomer Nieuw Amsterdam (1938), gemaakt door modelbouwer Henk Brandwijk
- een zitbank met uitzicht over het water
- een abri-achtige constructie
- diverse speelattributen

De keuze voor een schaalmodel van de Nieuw Amsterdam wekte bij bezoekers van een internetforum wrevel op. Dat schip had als aanleg- en vertrekplaats Rotterdam gehad en had geen band met Amsterdam. Raaijman benadrukte dat het kunstwerk ook niet bedoeld was als een monument voor de scheepvaart of de Amsterdamse havens; "het wil een dichterlijke sfeer rondom reizen, vertrek en aankomst en nog meer gevoelens die ook verbonden zijn met grote passagiersschepen voelbaar maken".

## Tekst
De tekst die geplaatst kon worden was gemaximeerd tot 667 tekens. Starik leverde de volgende tekst:
Wie was het?

De mens, zichzelf genoeg

draagt stenen steden stenen aan.

Zand waarin men palen slaat

overkant, kom dichterbij.

De pier die in het water steekt

de damwand die de golven breekt.

De weg waarlangs een auto rijdt.

We gaan.

Want alle water

is een echo van de oceaan.

De regen valt maar raakt niet kwijt

in water, dat mijn bootje draagt.

Vogel, vlieg, omhoog, omlaag.

Nader mij. Beloof me land.

Zolang ik op de kade sta

zo zingt mijn hart: Amerika.

Waarheen, waarheen?

Blijf hier en denk jezelf een zee.